# Énekes álszajkó
Az énekes álszajkó (Garrulax canorus) a madarak osztályának verébalakúak (Passeriformes) rendjébe és a Leiothrichidae családjába tartozó faj.

## Rendszerezése
A fajt Carl von Linné svéd természettudós írta le 1758-ban, a Turdus nembe Turdus canorus néven. Egyes szervezetek a Leucodioptron nembe sorolják Leucodioptron canorum néven.

## Alfajai
- Garrulax canorus canorus (Linnaeus, 1758) - Kína középső és délkeleti része, Vietnam északi és középső része, Laosz
- Garrulax  canorus owstoni (Rothschild, 1903)[1] - Hajnan szigete

## Előfordulása
Délkelet-Ázsiában, Kína, Laosz és Vietnám területén honos. Természetes élőhelyei a szubtrópusi és trópusi síkvidéki esőerdők, száraz legelők és cserjések, valamint vidéki kertek. Nem vonuló faj.
Az alapfajt betelepítették Tajvan szigetére, Szingapúrba, Japánba, valamint a Hawaii szigetekre is. Ez utóbbiakra a 20. század elején honosították meg és mára Kauai, Maui és Hawaii szigetén kifejezetten gyakori faj, mely az őshonos erdőkben és az emberi települések környékén is megtalálható. Jóval ritkább állományai élnek Oahu és Molokai szigetén.

## Megjelenése
Testhossza 21–24 centiméter, testtömege 49–75 gramm.
|  |

## Életmódja
Rovarokkal, gyümölcsökkel és magvakkal táplálkozik.